# FN SCAR
FN SCAR (Special Operations Combat Assault Rifle) är en modulär automatkarbin som tillverkas av Fabrique Nationale de Herstal i Belgien. Det finns två huvudvarianter av vapnet, SCAR-L (Light) och SCAR-H (Heavy). SCAR-L använder 5,56 mm ammunition medan SCAR-H använder 7,62 mm. De båda vapnen kommer att finnas i tre olika varianter: "Standard", "Sniper" (prickskytt) och "CQC" (Close Quarter Combat, närstrid). Automatkarbinen, som just nu[när?] genomgår slutgiltiga test, kommer användas av bland annat USA:s specialstyrkor, men främst USA:s jägarförband.